# Уорън (окръг, Пенсилвания)
Окръг Уорън (на английски: Warren County) е окръг в щата Пенсилвания, Съединени американски щати. Площта му е 2326 km², а населението - 39 659 души (2017). Административен център е град Уорън.